# Життя спочатку (фільм, 1961)
Життя спочатку (рос. Жизнь сначала) — радянський художній фільм 1961 року, знятий на кіностудії «Мосфільм».

## Сюжет
Фронтові друзі Антоніна, Федір і Олексій після Перемоги приїжджають в Москву. Дружина давно пішла від Федора, і тепер його велика квартира стає їхньою спільною. Антоніна, яка втратила в роки війни чоловіка і дочку, знаходить в собі сили повернутися до викладацької роботи і брати участь в експедиціях. Олексій любить Антоніну, але, дізнавшись, що вона любить Федора, їде на батьківщину до Сибіру. А до Федора повертається дружина — і позбавляє надії на щастя вже немолоду, негарну Антоніну.

## У ролях
- Лідія Сухаревська —  Антоніна Іванівна Тимофєєва
- Іван Дмитрієв —  Федір Власов
- Станіслав Чекан —  Олексій Шорін
- Ольга Красіна —  Льоля Власова, дочка Федора і Валентини
- Ельза Леждей —  Валентина, дружина Федора
- Леонід Чубаров —  Віктор Скворцов
- Ніна Гребешкова —  Катя, наречена Віктора
- Євгенія Мельникова —  Бодрухіна
- Костянтин Барташевич —  професор Андрєєв
- Кирило Столяров —  Коля Лебедєв, однокласник Льолі
- Олексій Ушаков —  Сергій Єрмолаєв, однокласник Льолі
- Клара Румянова —  Зоя
- Михайло Туманішвілі — епізод
- Віктор Уральський — епізод
- Світлана Харитонова — епізод
- Сергій Никоненко — епізод
- Микола Сморчков —  учень ремісничого училища
- Ніна Головіна — епізод
- Галина Самохіна — епізод
- Маргарита Жарова —  епізод

## Знімальна група
- Режисер — Лев Рудник
- Сценаристи — Микола Коварський, Лідія Сухаревська
- Оператор — Володимир Яковлєв
- Композитор — Євген Крилатов
- Художник — Валерія Нісська